# Starobucké Debrné
Starobucké Debrné je část obce Nemojov v okrese Trutnov. Nachází se na severu Nemojova. V roce 2014 zde bylo evidováno 114 adres. V roce 2001 zde trvale žilo 95 obyvatel.
Starobucké Debrné je také název katastrálního území o rozloze 1,74 km2.

## Pamětihodnosti
- Kaple Božského Srdce Páně